# Tito Flavio Juliano
Tito Flavio Juliano (en latín: Titus Flavius Iulianus) fue un senador romano que vivió en el siglo II, y que desarrolló su cursus honorum bajo los reinados de Adriano, y Antonino Pío.

## Carrera política
A través de diplomas militares, fechados el 26 de noviembre y el 13 de diciembre del año 140, está documentado que Juliano fue cónsul sufecto en el año 140 junto con Marco Beticio Pío Agripa; los dos ocuparon este cargo en el último nundinium de ese año, del 1 de noviembre al 31 de diciembre.